# Ampliación López Portillo
Ampliación López Portillo är en ort i Mexiko.   Den ligger i kommunen Jiutepec och delstaten Morelos, i den sydöstra delen av landet, 60 km söder om huvudstaden Mexico City. Ampliación López Portillo ligger 1 494 meter över havet och antalet invånare är 208.
Terrängen runt Ampliación López Portillo är huvudsakligen kuperad, men västerut är den platt. Runt Ampliación López Portillo är det mycket tätbefolkat, med 1 361 invånare per kvadratkilometer. Närmaste större samhälle är Cuernavaca, 10,9 km väster om Ampliación López Portillo. Omgivningarna runt Ampliación López Portillo är en mosaik av jordbruksmark och naturlig växtlighet.